# EPOCA
『EPOCA』は、2019年4月6日から2022年6月25日まで放送していたエフエム北海道（AIR-G'）のラジオ番組。